# Niti
Niti és una collada important de l'estat d'Uttarakhand, al districte de Garhwal, que comunica amb Tibet. Corre al llarg del riu Dhauli i té una altitud sobre el nivell del mar de 5.137 metres. El poble de Niti és a la riba del riu a uns 20 km al sud del pas a 3.554 metres d'altitud; el 1900 tenia una població de 267 habitants a l'estiu, però estava despoblat l'hivern.